# Альф (персонаж)
Альф (Гордон Шамуэй) — главный персонаж мультимедийной франшизы, в которую входит телесериал, полнометражный фильм, мультсериал, видеоигра, комиксы и сопутствующая сувенирная продукция. Роль в игровых произведениях исполнил актёр-лилипут Михай Месарош, а озвучил Пол Фаско.

## Персонаж
По сюжету произведений, имя Альф появилось как сокращение термина Alien Life Form (рус. Инопланетная форма жизни). При этом, Альф имеет и «родное» имя — Гордон Шамуэй. По задумке сценаристов телепроекта, он родился на планете Мелмак, и когда она взорвалась, остался одним из немногих выживших.
После катастрофы он садится на космический корабль и отправляется на Землю, где Альф по случайности врезается в гараж обычной американской семьи Таннеров. Они оставляют его у себя, скрывая существование Альфа от Подразделения по изучению пришельцев.
Так появляются истории с приключениями Альфа, который мечтает съесть домашнего кота (но не делает этого), становится другом детям Таннеров и умудряется общаться с соседями, не попадаясь им на глаза.

## Описание
Гордон Шамуэй — инопланетянин, получивший от Вилли Таннера прозвище «Альф» в пилотной серии сериала. Рост пришельца — 96,5 см. Альф родился 28 октября 1756 года по земному летоисчислению (на момент начала сериала Альфу было 229 лет) на нижне-западной стороне планеты Мелмак. Мелмак, находившийся в шести парсеках за суперкластером Гидра-Центавра, имел зелёное небо, розовую траву и пурпурное солнце. Валюта, использовавшаяся на Мелмаке, называлась «варник», а материал, известный у нас на Земле как корпия, ценился на родине Альфа так же, как у нас ценится золото (золото на Мелмаке не представляло особой ценности). На Мелмаке есть/была болезнь — «Жуткая мелмакианская икота». Она может длиться пару дней, а может пару лет (так, например, дядя Альфа икал 50 лет).
Тело Альфа покрыто коричневым мехом (сам он описывает этот цвет как «жжёная сиена»). У Альфа складчатый нос, родинки на лице, зелёная кровь. По собственному утверждению, из 10 основных органов тела Альфа 8 органов — желудки (есть ещё один желудок, который используется во время депрессии), поэтому он обладает неимоверным аппетитом; отсюда необычайно большой вес пришельца. Одним из изысканнейших деликатесов на Мелмаке считались кошки, поэтому во время своего пребывания на Земле Альфу приходится постоянно бороться с желанием съесть Лаки, домашнего кота Таннеров, который умирает в четвёртом сезоне.
После того, как в 1986 году его звездолёт врезался в гараж семьи Таннеров, проживающей в Лос-Анджелесе, они приютили инопланетянина у себя и заменили ему родственников и друзей. Альф вынужден жить скрытно, не попадаясь на глаза никому, кроме членов семьи Таннеров, — в противном случае Альф рискует быть захваченным «Службой по работе с инопланетянами» (Alien Task Force).
Альф обладает способностью повторять фразы голосами различных людей, что и демонстрирует в некоторых сериях 1-го сезона, а также и привлекать к себе неприятности, постоянно при этом ставя в неудобное положение Таннеров и рискуя быть обнаруженным. Однако, когда дело заходит слишком далеко, Альф делает всё возможное, чтобы исправить ситуацию, причём иногда ему это действительно удаётся. Альф обладает рядом положительных качеств: доброта, отзывчивость, чувство юмора. Альф побывал в самых дальних уголках Вселенной, поэтому многое из того, что он знает, кажется землянам неправдоподобным.

## Создатели
Американский комедийный сериал «Альф» вышел в 1986 году на канале NBC. Его создателем стал продюсер Пол Фаско, который ранее работал кукловодом и актёром озвучивания. Именно его выразительным голосом говорит персонаж Альф. Более того, Фаско управлял куклой Альфа в тех сценах, где были показаны голова и туловище пришельца.
Когда нужно было показать Альфа в движении, актёр Михай Месарош, чей рост был 83 см, надевал на себя специальный костюм. Таким образом отсняли кадры, где главный герой ходит, бегает и танцует.

## Продолжительность
Ситком «Альф» был успешным проектом, который нравился зрителям. За время существования сериала вышло 102 серии о жизни Альфа и семьи Таннеров, которые были разбиты на четыре сезона. Каждая из этих серий называлась в честь реально существующих песен, связанных с сюжетом сериала.
Также вышел полнометражный фильм под названием «Проект „Альф“», ставший продолжением оригинального ситкома.

## Возможные продолжения
Последние серии «Альфа» вышли в марте 1990 года. После этого права на трансляцию ситкома покупали телеканалы по всему миру.
В 2012 году появилась новость о том, что компания Sony Pictures Animation приобрела права на съемки нового фильма об Альфе, однако работа над лентой так и не началась.
В августе 2018-го года студия Warner Bros. заявила о своем намерении запустить ремейк сериала об остроумном пришельце, но уже через месяц он был отменён. Представители студии аргументировали это решение тем, что «проект не будет популярен среди ключевой аудитории».
Компания Shout! Factory сообщала о планах на возрождение ситкома.